# Jason Spriggs
Jason Michael Spriggs (* 17. Mai 1994 in Chicago, Illinois) ist ein ehemaliger US-amerikanischer American-Football-Spieler auf der Position des Offensive Tackles. Zuletzt stand er bei den Indianapolis Colts in der National Football League (NFL) unter Vertrag.

## Frühe Jahre
Spriggs ging in Elkhart, Indiana, auf die Highschool. Später besuchte er die Indiana University Bloomington. 2014 ließ er für das Collegefootballteam auf der Position des linken Tackles in 689 Snaps nur zwei Sacks zu und war maßgeblich daran beteiligt, dass der Runningback des Teams, Tevin Coleman, einen Schulrekord in erlaufenen Yards aufstellte (2036 Yards). In seinem letzten Collegejahr erlaubte er ebenfalls nur zwei Sacks in 475 Passversuchen.

## NFL

### Green Bay Packers
Spriggs wurde im NFL Draft 2016 in der zweiten Runde an 48. Stelle von den Green Bay Packers ausgewählt. Am 9. Mai 2016 unterzeichnete er einen Vierjahresvertrag über 5 Millionen US-Dollar bei den Packers. In seinem ersten Profijahr wirkte er in allen 16 Spielen mit, startete jedoch nur in zwei Spielen.
Am 21. September 2017 wurde Spriggs auf die Injured Reserve List gesetzt, von der am 18. November 2017 in den aktiven Kader verschoben wurde. Daraufhin startete er fünf Spiele als rechter Tackle, ehe er am 26. Dezember 2017 wegen einer Knieverletzung erneut auf die Injured Reserve List verschoben wurde. In der Saison 2018 kam er zunächst eher sporadisch hinter dem rechten Tackle Bryan Bulaga zum Einsatz. Er startete zwei Spiele auf der Position, nachdem sich Bulaga verletzt hatte. In der Saison 2019 absolvierte er kein Spiel mehr für die Packers.

### Chicago Bears
Am 17. April 2020 unterschrieb Spriggs einen Einjahresvertrag bei den Chicago Bears. In dem Jahr absolvierte er acht Spiele für die Bears, jedoch keines als Starter. Am 3. November 2020 wurde er für sechs Tage auf die reserve/COVID-19-Liste gesetzt.

### Atlanta Falcons
Am 26. Juli 2021 unterschrieb er einen Vertrag bei den Atlanta Falcons.

### Indianapolis Colts
Im Juni 2022 nahmen die Indianapolis Colts Spriggs unter Vertrag. Am 12. August wurde er entlassen.